# Ringsebølle Sogn
Ringsebølle Sogn 
ist eine Kirchspielsgemeinde (dän.: Sogn)
auf der Insel Lolland im südlichen Dänemark.
Bis 1970 gehörte sie zur Harde Fuglse Herred im damaligen Maribo Amt, danach zur Rødby Kommune im Storstrøms Amt, die im Zuge der  Kommunalreform zum 1. Januar 2007 in der Lolland Kommune in der Region Sjælland aufgegangen ist.
Im Kirchspiel leben 232 Einwohner (Stand: 1. Januar 2023).
Im Kirchspiel liegt die Kirche „Ringsebølle Kirke“.
Nachbargemeinden sind im Norden Sædinge Sogn, im Osten und Süden Tågerup Sogn und im Westen Rødby Sogn.
Der Ort ist Fundplatz des Kessels von Ringsebølle.